# Igualita
Igualita är en ort i Mexiko.   Den ligger i kommunen Xalpatláhuac och delstaten Guerrero, i den sydöstra delen av landet, 230 km söder om huvudstaden Mexico City. Igualita ligger 1 117 meter över havet och antalet invånare är 869.
Terrängen runt Igualita är huvudsakligen kuperad. Igualita ligger nere i en dal. Runt Igualita är det ganska tätbefolkat, med 56 invånare per kvadratkilometer. Närmaste större samhälle är Tlapa de Comonfort, 11,4 km nordväst om Igualita. I omgivningarna runt Igualita växer huvudsakligen savannskog.